# Vanamõisa (Pihtla)
Vanamõisa – wieś w Estonii, w prowincji Sarema, w gminie Pihtla.